# Emily Calderón
Emily Calderón Reyes (Caguas, 24 febbraio 1989) è una pallavolista portoricana.
Giocava nel ruolo di libero.

## Carriera

### Club
La carriera di Emily Calderón inizia negli Stati Uniti d'America, dove si reca per motivi di studio, giocando prima per due annate nella NJCAA Division I con lo Hillsborough, prima di approdare nella NCAA Division II, giocando altre due annate con la Saint Leo nel ruolo di schiacciatrice.
Nella stagione 2012 firma il suo primo contratto professionistico con le Indias de Mayagüez, nella Liga de Voleibol Superior Femenino, cambiando ruolo e venendo impiegata come libero; nella stagione seguente approda invece alle Orientales de Humacao, ritirandosi al termine dell'annata.